# Mistrovství světa juniorů ve sportovním lezení 2009

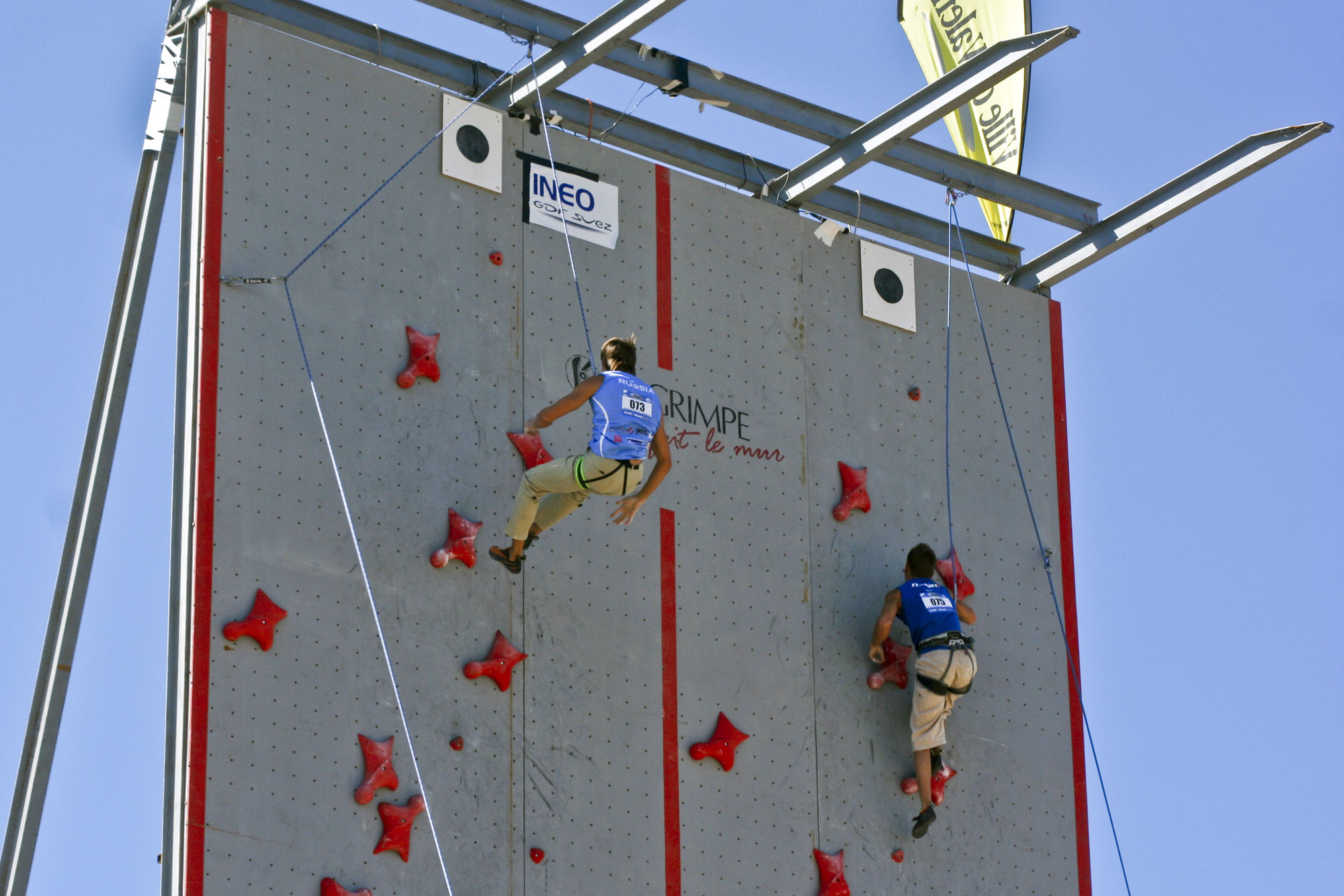
MSJ 2009 ve Valence, lezení na rychlost

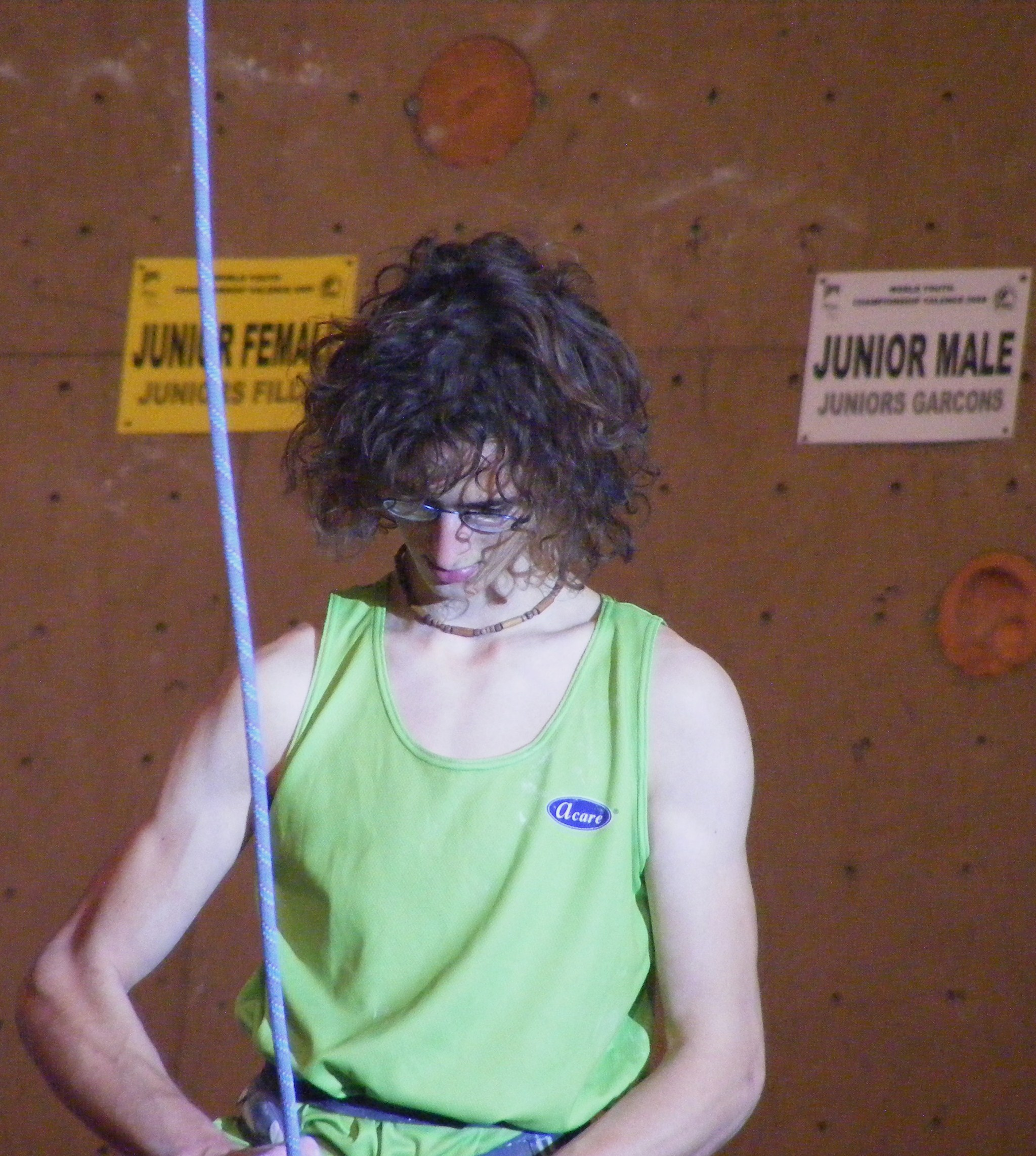
Adam Ondra, MSJ 2009 ve Valence, lezení na obtížnost

Mistrovství světa juniorů ve sportovním lezení 2009 (anglicky: IFSC World Youth Championship) se uskutečnilo jako sedmnáctý ročník 27.-30. srpna ve Valence v lezení na obtížnost a rychlost. Do průběžného světového žebříčku juniorů se bodovalo třicet prvních závodníků v každé kategorii lezců od 14 do 19 let.

## Průběh MSJ
Jedenáct domácích závodníků získalo šest medailí.

### Češi na MSJ
V lezení na obtížnost podruhé obhájil Adam Ondra titul juniorského mistra světa, tentokrát již v kategorii A.
V lezení na rychlost získala druhou českou medaili v této disciplíně, stříbrnou Anna Wágnerová.

### Výsledky juniorů a juniorek
| obtížnost            | obtížnost              | rychlost               | rychlost                 |
| -------------------- | ---------------------- | ---------------------- | ------------------------ |
| junioři              | juniorky               | junioři                | juniorky                 |
| 1. Jakob Schubert    | 1. Charlotte Durif     | 1. Sergej Abdrachmanov | 1. Alina Gajdamakinová   |
| 2. Gautier Supper    | 2. Ana Ogrinc          | 2. Josmar Nieves       | 2. Oleksandra Bud Gusaim |
| 3. Eric Lopez Mateos | 3. Amandine Loury      | 3. Stanislav Kokorin   | 3. Anastasiya Savisko    |
|                      |                        |                        |                          |
| 4.-6. Fabrice Landry | 4. Juliane Wurmová     | 4. Ivan Novikov        | 4. Klaudia Buczek        |
| 4.-6. Mario Lechner  | 5. Christina Stütz     | 5. Sayat Bokanov       | 5. Kseniya Polekhina     |
| 4.-6. Thomas Tauporn | 6. Ines Dull           | 6. Oleksiy Yurko       | 6. Anastassiya Bryakina  |
| 7. Victor Kozlov     | 7. Mathilde Becerra    | 7. Bence Gál           | 7. Valeriya Leshchenko   |
| 8. Martin Stráník    | 8. Isabelle Kölle      | 8. Yoann Le Couster    | 8. Malgorzata Rudzinska  |
|                      |                        |                        |                          |
| —                    | 42. Barbora Škorpilová | 11. Martin Šifra       | —                        |
|                      |                        |                        |                          |
| 8 finalistů          | 8 finalistek           | 8/4 finalistů          | 8/4 finalistek           |
| 26 semifinalistů     | 26 semifinalistek      | 16 semifinalistů       | 16 semifinalistek        |
| 70 juniorů           | 45 juniorek            | 44 juniorů             | 27 juniorek              |

### Výsledky chlapců a dívek v kategorii A
| obtížnost             | obtížnost           | rychlost                | rychlost                  |
| --------------------- | ------------------- | ----------------------- | ------------------------- |
| chlapci               | dívky               | chlapci                 | dívky                     |
| 1. Adam Ondra         | 1. Katherine Choong | 1. Leonardo Gontero     | 1. Dinara Fachritdinovová |
| 2. Max Rudigier       | 2. Hélène Janicot   | 2. Arman Ter-Minasyan   | 2. Dinara Usmanova        |
| 3. Julian Bautista    | 3. Julia Serrière   | 3. Isaac Estevez        | 3. Anna Gislimberti       |
|                       |                     |                         |                           |
| 4. Urban Primozic     | 4. Sasha DiGiulian  | 4. Viacheslav Vedenchuk | 4. Rossi Gabazú           |
| 5. Tatsumi Nitta      | 5. Manuela Sigrist  | 5. Máté Gál             | 5. Jessica Morandi        |
| 6. Allan Momirovic    | 6. Amanda Rohner    | 6. Stefano Ghisolfi     | 6. Nataliia Stepanova     |
| 7. Arman Ter-Minasyan | 7. Nikki van Bergen | 7. Azamat Yesimkan      | 7. Karina Miroslaw        |
| 8. Alexander Megos    | 8. Andrea Prunster  | 8. Andrey Shilenberg    | 8. Stefanie Pichler       |
|                       |                     |                         |                           |
| 50. Stanislav Pekárek | 54. Tereza Pivodová | 28. Stanislav Pekárek   | 42. Michaela Zbořilová    |
|                       |                     |                         |                           |
| 8 finalistů           | 8 finalistek        | 8/4 finalistů           | 8/4 finalistek            |
| 26 semifinalistů      | 27 semifinalistek   | 16 semifinalistů        | 16 semifinalistek         |
| 81 chlapců            | 69 dívek            | 47 chlapců              | 44 dívek                  |

### Výsledky chlapců a dívek v kategorii B
| obtížnost            | obtížnost             | rychlost             | rychlost                |
| -------------------- | --------------------- | -------------------- | ----------------------- |
| chlapci              | dívky                 | chlapci              | dívky                   |
| 1. Sebastian Halenke | 1. Katharina Posch    | 1. Nikita Sujuškin   | 1. Aleksandra Rudzińska |
| 2. Domen Škofic      | 2. Laura Michelard    | 2. Artem Savelyev    | 2. Anna Wágnerová       |
| 3. Samuel Adolph     | 3. Karoline Sinnhuber | 3. Sergei Luzhetskii | 3. Michela Facci        |
|                      |                       |                      |                         |
| 4. Akito Tsumori     | 4. Luisa Deubzer      | 4. Alessandro Boulos | 4. Dana Riddle          |
| 5. Adrien Tribout    | 5. Aja Onoe           | 5. Rafal Halasa      | 5. Beatrice Carpani     |
| 6. Artem Savelyev    | 6. Magdalena Röck     | 6. Josh Levin        | 6. Mariya Ustimenko     |
| 7. Nikita Sujuškin   | 7. Katharina Pöll     | 7. Erik Noya         | 7. Valeria Baranova     |
| 8. Semen Chesnokov   | 8. Tereza Svobodová   | 8. Konstantin Payl   | 8. Marissa Stephens     |
|                      |                       |                      |                         |
| 52. Michal Štěpánek  | —                     | 15. Michal Štěpánek  | —                       |
|                      |                       |                      |                         |
| 8 finalistů          | 10 finalistek         | 8/4 finalistů        | 8/4 finalistek          |
| 26 semifinalistů     | 28 semifinalistek     | 16 semifinalistů     | 16 semifinalistek       |
| 73 chlapců           | 67 dívek              | 41 chlapců           | 39 dívek                |

### Čeští Mistři a medailisté
| Disciplína | Kategorie | Lezec/lezkyně  | Zlato         | Stříbro          | Bronz |
| ---------- | --------- | -------------- | ------------- | ---------------- | ----- |
| Obtížnost  | Kat. A    | Adam Ondra     | Zlatá medaile |                  |       |
| Rychlost   | Kat. B    | Anna Wágnerová |               | Stříbrná medaile |       |

### Medaile podle zemí
| pořadí | stát      | Zlatá medaile | Stříbrná medaile | Bronzová medaile | celkem |
| ------ | --------- | ------------- | ---------------- | ---------------- | ------ |
| 1.     | Rusko     | 4             | 3                | 2                | 9      |
| 2.     | Rakousko  | 2             | 1                | 1                | 4      |
| 3.     | Francie   | 1             | 3                | 2                | 6      |
| 4.     | Česko     | 1             | 1                | 0                | 2      |
| 5.     | Itálie    | 1             | 0                | 2                | 3      |
| 6.     | Německo   | 1             | 0                | 1                | 2      |
| 7.     | Švýcarsko | 1             | 0                | 0                | 1      |
| 7.     | Polsko    | 1             | 0                | 0                | 1      |
| 9.     | Slovinsko | 0             | 2                | 0                | 2      |
| 10.    | Ukrajina  | 0             | 1                | 1                | 2      |
| 11.    | Venezuela | 0             | 1                | 0                | 1      |
| 12.    | Španělsko | 0             | 0                | 1                | 1      |
| 12.    | USA       | 0             | 0                | 1                | 1      |
| 12.    | Ekvádor   | 0             | 0                | 1                | 1      |